# Гагарино (Костанайская область)
Гагарино (каз. Гагарин) — упразднённое село в Камыстинском районе Костанайской области Казахстана. Входило в состав Горьковского сельского округа. Ликвидировано в 2000-е годы.

## Население
По переписи 1989 года в селе проживало 85 человек. Национальный состав: казахи — 27 %, русские — 42 %.
По переписи 1999 года постоянное население в селе отсутствовало.